# Peter Monamy

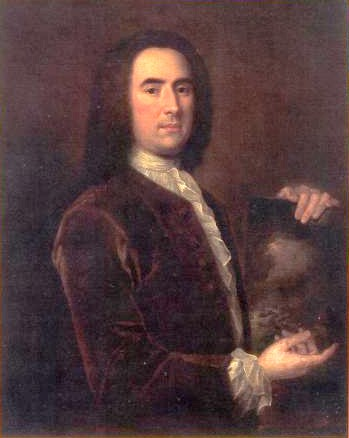
Peter Monamy.

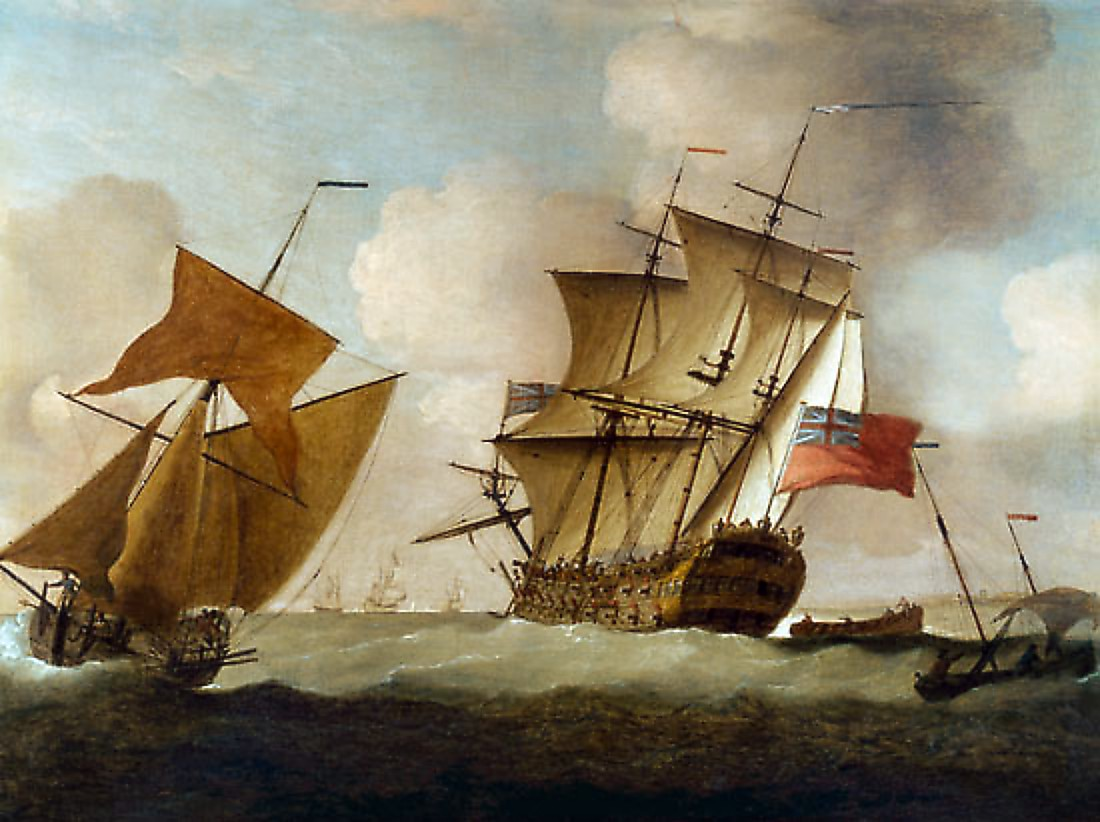
A Third-rate joining her Squadron off Elizabeth Castle, Jersey.

Peter Monamy (1681 – 1749) fue un pintor y marino inglés.

## Niñez y familia
Peter Monamy fue bautizado en la iglesia de St Botolph Aldgate, en Londres, el 12 de enero de 1681. Y era el hijo menor de Pierre Monamy (nacido en 1650 en Guernsey y hermano mayor de André Monamy, (1612-1680), un importante parlamentario en Guernsey durante la década de 1650 y activo operador comercial de sal y lana, a finales del siglo XVII y principios del siglo XVIII en Londres). La madre de Peter se llamaba Dorothy Gilbert (inglesa), hermana de James Gilbert, maestro del Gremio de los armeros en 1670 y 1672. La familia de Monamy eran todos prominentes comerciantes, y residían en las cercanías de Guernesey, al menos desde la década de 1560, y comerciaban principalmente sobre el Canal de Islandia desde la década de 1530.
A los 15 años, el 3 de septiembre de 1696, Peter Monamy, comenzó sus estudios como aprendiz bajo la tutela de William Clark(1687) durante un periodo de 7 años, Clark era un antiguo Maestro de la Compañía del Gremio de Pintores Tintoreros, el gremio de artesanos más antiguos de Londres. Clark es recordado por varias actividades en Londres de finales de 1600, como policía y personalidad del jurado, tenía propiedades en la calle Thames, y en el Puente de Londres, y fue un practicante similar a lo que hoy llamaríamos un decorador de interiores, con un negocio próspero. Entre las decoraciones de casas incluye una amplia gama de actividades, como el suministro de pinturas, provisión de dinteles, paneles, murales sobre telas, diseño de carteles publicitarios y logotipos para comercios o centros comerciales.
Monamy terminó sus estudios artísticos el 1 de marzo de 1704, el mismo día que su amigo James Thornhill, un compañero de pintura, quien más adelante fuera en el primer pintor inglés nombrado como caballero, y cuya labor principal fue la decoración del Hall del Hospital Naval de Greenwich (Londres), en conmemoración de las Proezas de la Marina Inglesa y de la Monarquía Protestante de la época.
Existe un registro de bautismo de una hija de Peter y su esposa Margaret, quien también era pintora, el 17 de abril de 1706 en San Olave, Bermondsey, cerca del Puente de Londres, en la orilla sur del Támesis, la niña fue bautizada con el mismo nombre que su madre Margaret. Así mismo hay un registro de la muerte de la niña el 7 de mayo, y se supone que su madre también murió debido a que al año siguiente, el 9 de enero de 1707, Peter Monamy contrajo matrimonio con Hannah Christopher, en Allhallows, Londres. Tres hijos nacieron de este matrimonio entre Peter y Hannah, todos muy seguidos: Andrew, bautizado el 15 de diciembre de 1708, en San Botolph; Hannah, bautizada el 5 de marzo de 1710, en St. Mary's, Whitechapel, y otro Andrés, bautizado el 11 de agosto de 1712, también en St. Mary's. Como no existe un registro posterior de estos niños, se debe suponer que los tres murieron jóvenes, o en la infancia. Existe un registro del matrimonio entre Peter y Hannah que data del año 1708 en Minories, cerca de St Botolph, y también se sabe que en 1712 se trasladaron a la calle Red Lion, cerca de St Mary's.
El 6 de octubre de 1708, Monamy tomó como aprendiz a Henry Kirby, bajo su tutela por medio de un documento legal durante siete años. Kirby era hijo de Henry Kirby, ciudadano y fabricante de armas en Londres, y miembro de la Compañía de armeros.

## Época desconocida de su vida

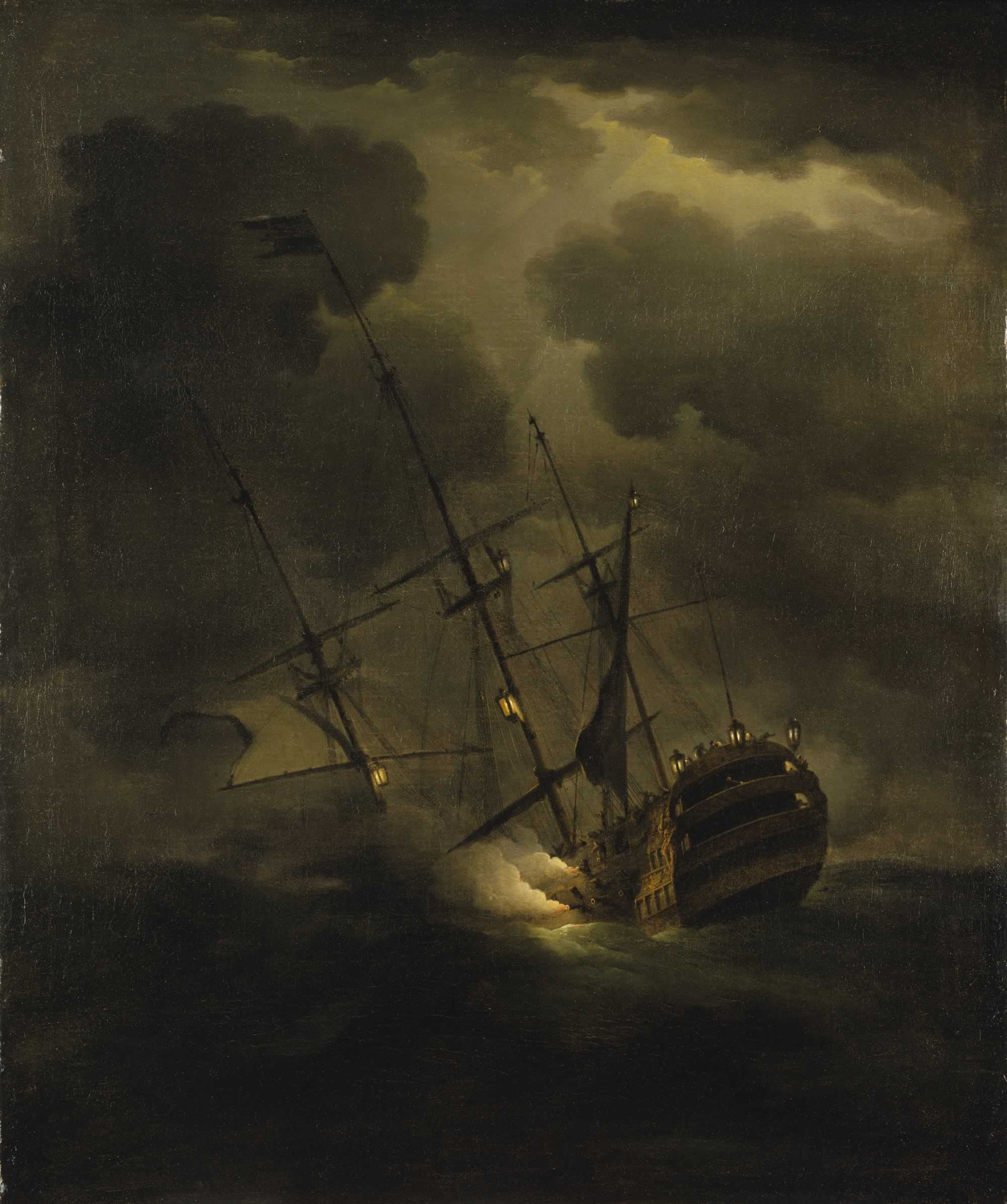

Los siguientes 10 años de su vida, son eventos apenas registrados provenientes de la edición biográfica de Westminster bajo reserva de posibles dudas o faltos de confirmación, esta edición enumera hechos relacionados a "Peter Monyman" en 1723, 1725 y 1728, menciona que residía en Fish Yard a las afueras de St Margaret's Lane. Fish Yard estaba casi dentro del Palacio de Westminster, sede del gobierno, muy cerca de la Abadía de Westminster, y de la iglesia parroquial de St. De Margaret Perteneciente a la Cámara Británica de los Comunes. Una de sus hijas, Hannah Monamy, fue bautizada en la Iglesia de St Margaret de Westminster, el 3 de septiembre de 1725.
En la actualidad solo se puede conjeturar sobre este lugar de residencia de Monamy, y probablemente pudo haber vivido en La Abadía entre los años 1714 y 1720 aproximadamente. No se puede descartar, sin embargo, que pasó algún tiempo en Cork, Irlanda, ya que en esta época había mucha actividad para los Artistas Ingleses, y en particular Huguenot, donde los maestros-artesanos tenían mucho trabajo. Hay dos pinturas notables de Monamy que representan barcos de la Royal Cork Yacht Club, que siguen siendo propiedad del Club. Charles Brooking, padre del pintor (1723-1759), ha dejado constancia de su presencia en Irlanda, y William van der Hagen, otro pintor decorador, también ocasional pintor de temas Marítimos, se asocia con la ciudad de Cork. Otra posibilidad es la de un período de residencia en Plymouth, donde Charles Brooking Senior estuvo involucrado en un mobiliario en John Rudyards en el Faro de Eddystone. Hay además una pintura llamativa de Henry Winstanley de un faro anterior al de Eddystone realizado por Peter Monamy, ahora en la Galería de arte del Museo de la ciudad de Plymouth. Un segundo cuadro del faro de Winstanley, así como uno de Rudyerd, ambos realizados por Monamy, también son muy conocidos. Durante estos años, es razonable conjeturar que Peter y Hannah tuvieron a su otra hija, Mary. No hay registro conocido del nacimiento de Mary en Londres, pero si se sabe que después se casó con Francis Swaine, el 26 de junio de 1749, en Allhallows, London Wall.
De los registros mencionados, y los comentarios posteriores, es razonable suponer que Monamy puso un negocio por cuenta propia como decorador y pintor, muy poco después de terminar su etapa de aprendiz en 1704. Él es mencionado repetidas veces en las cuentas más tarde como que era dueño de una tienda en el Puente de Londres. William Henry Pyne, un artista y retratista (1769-1843) describe Monamy, el pintor de la marina, cuyas obras fueron apenas inferiores a las de Vandevelde, realizó su aprendizaje en el Puente de Londres, y expuso sus obras en la ventana de su tienda, para el deleite de los hijos de Neptuno, hombres y niños, obras que fueron vistas por multitudes contemplando su maravilloso arte."

## Últimos días
Cuando adaptó parte de su casa como estudio personal de pintura, en Westminster, en la década de 1720, Monamy entró en una nueva fase muy próspera en toda área de su vida. Su posición como artista principal en la empresa del pintor Stainer en 1726 se consolidó cuando donó una de sus pinturas al Hall de los pintores, la cual fue posteriormente descrita por Thomas Pennant como “Una fina pieza de arte”, la cual aún se encuentra en el lugar. Cinco grandes cuadros, uno con fecha de 1725, fueron producidos para el señor Torrington, (1663-1733) Primer Lord del Almirantazgo en 1727, en conmemoración de sus triunfos de guerra. Si bien empieza a en Londres como uno de los primeros pintores importantes en temáticas de la Martina, Monamy nunca dejó de trabajar como diseñador y decorador de interiores de casa. Existe una pintura de temática de la Marina atribuida a él en una casa de Old Burlington, cerca de la calle Bond, en Londres, la cual se estima que data del año 1728.
El clima durante la década de 1720 fue excepcionalmente favorable, en términos de patrocinio y el gusto por los artistas nativos Ingleses. Horace Walpole, 4.º Conde de Orford, antes de esta época solía decir: La nueva monarquía hasta ahora carece totalmente de gusto... es más parecida al gusto de George I que no solo se contentó a lo establecido, sino que se dedicó a mejorar la ornamentación exterior." Este clima de falta de gusto al arte fino cambió radicalmente, tanto en lo político y estético, durante los años 1730 a 1740, Monamy encontró que su estilo de arte se hizo cada vez más premiado, ya que se reunió con grupos de censura auto-designados árbitros del buen gusto, y de la importación de gran cantidad de pinturas de Italia y de Francia de los grandes maestros de la época, así como de artistas y de conceptos estéticos de la Europa Continental. Estos fueron lo suficientemente perjudiciales para los profesionales Ingleses como para conducir a William Hogarth, y a Monamy a realizar expresiones de arte cercanas a la furia.
Se acredita con la idea de revertir esta tendencia a Hogarth, quien en 1732 realiza la apertura del Vauxhall Gardens, un lugar de gran popularidad entre los londinenses, una especie de espacio para la realización de muestras exclusivas para pintores Ingleses. Monamy suministró por lo menos cuatro obras de escenas de guerra, las cuales eran expuestas en los lugares más visibles de la galería. Estos se han perdido, pero se sabe de ellos gracias a los grabados posteriores de las pinturas. Un número considerable de copias, realizados en transferencia por Mezotinta y línea, fueron producidas en los años 1730 hasta poco antes de su muerte en 1749. Estos trabajos de Monamy siguieron siendo reproducidos hasta bien entrado el siglo 19.
Durante los últimos años de su vida muchas de las pinturas de Monamy están estrechamente asociadas con las hazañas navales en varios Oficiales de la Marina Real Inglesa perteneciente a la familia Durell de Jersey y la familia Sausmarez Manor de Guernsey, vinculadas entre sí por lazos matrimoniales. En el período en que la Fuerza Naval de Gran Bretaña empezara a tener supremacía militar a nivel mundial, en Porto Bello en 1740, Monamy pintó numerosas versiones de la captura del almirante Vernon de Porto Bello, con un lienzo para su exhibición pública en los jardines de Vauxhall. Monamy se mantuvo como el pintor de temas de la Marina Real más apreciado por la gente de mar que servía de forma activa, incluso durante su lento deterioro financiero y la pérdida del patrocinio aristocrático, y durante muchas décadas después de su muerte. En 1749, George Vertue expresó sobre su reputación: "entendía la industria y tenía un profundo conocimiento de las formas y la construcción de las embarcaciones con todos los detalles de los aparejos y cuerdas de velas y lo cual agregaba mayor valor a sus cuadros, además de su pulcritud y limpieza al dibujar el y el agua por muchos aún más apreciado, especialmente en el mar donde se ve la gente, y otros funcionarios, comerciantes etc. Señaló Joseph Highmore, en 1766, que "Solo un marinero... es el mejor juez para determinar cuales son las principales circunstancias que entran en la composición de una obra de arte sobre el mar, aún mejor que el mejor pintor del mundo, que nunca conoció el mar. "

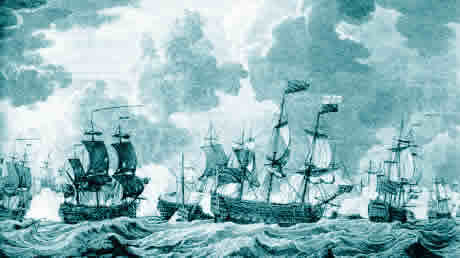

Vertue continúa relatando que "vivió algunos años, al final de su vida en Westminster, cerca de la orilla del río, por la conveniencia, en cierta medida de ver el agua y el cielo, aunque hizo muchas excursiones hacia las costas y los puertos marítimos de Inglaterra para mejorarse a sí mismo da través de la naturaleza [...] por haber recorrido tanto tiempo [...] su salud se fue degradado y enfermó al final de su vida, que ocurrió en su casa en Westminster, el comienzo de febrero de 1749 [... ] muchas pinturas que había comenzado las dejó sin terminar, además las obras que realizaba para sus distribuidores tenían precios moderados [...] circunstancia que le resultaban indiferentes hasta el día de su fin. "Monamy fue enterrado en la Iglesia de Santa Margarita el 7 de febrero de 1749.
Estas circunstancias de baja cotización de sus trabajos solo se aplican a sus últimos dos o tres años, pero fueron demasiado estresantes para el según varios relatos posteriores referidos a la vida de Monamy. Más de un año después de su muerte, el 26 de julio de 1750, sus posesiones del estudio de pintura, fotografías, grabados, dibujos, modelo de barcos, muebles y la colección de porcelana China fueron subastadas. La subasta duro todo un día completo. Su casa, que luego paso a ser parte de Fish Yard algún tiempo después de 1730, se describió en el anuncio de la subasta como 'junto a la capilla del rey Enrique VII, en el Old Palace Yard", en el extremo este de la Abadía de Westminster. El edificio se destaca en un grabado de la Abadía de Samuel Wale incluido en el "Dodsley de Londres y su Entorno", realizado en 1761. Sin embargo, es claro que las dos hijas de Monamy, Mary y Hannah, y más concretamente su mujer, quedaron con dificultades financieras.
Ann Monamy se casó con Thomas Cornualles, un boticario, el 14 de febrero de 1745, en la capilla de St. George, Mayfair, y su hijo mayor, Peter Monamy Cornwall, fue bautizado el 20 de enero de 1747, en San Margaret, Westminster. Cuatro meses después de la muerte de Peter Monamy, su hija Mary se casó con Francis Swaine el 29 de junio de 1749, en Allhallows, London Wall. Su segundo hijo, y único hijo conocido, fue bautizado Monamy Swaine el 27 de febrero de 1753, en Stepney St Dunstan's.
La gama de la obra Monamy es muy amplia y variada, y es evidente que en su mejor momento debe de haber dirigido un estudio considerable, y que varios de los asistentes más jóvenes y mayores que han participado en las producciones del estudio durante su carrera de 45 años. Es muy posible que Carlos Brooking fuera uno de ellos, durante la década del 1740. Francisco Swaine, quien se convirtió en un pintor de temas marítimos, altamente considerado de alrededor de 1758 en adelante, es mencionado claramente como el "Viejo Swaine, discípulo de Monamy", en un libro de memorias del Almirante Sir George Young, que habían tomado parte en la captura de Louisbourg, Nueva Escocia, 1758. Monamy Swaine también se convirtió en pintor de temática marítima.
A lo largo del siglo XVIII, y hasta bien entrado el 19, Monamy fue siempre descrito en todas las referencias como "famoso", incluso por Horace Walpole, aunque agregó que "había pocas razones para entender su fama". Las razones de esta observación son sutiles y complejas. Más tarde, en el arte de comentario histórico, la influencia de Walpole, y especialmente durante el siglo 20, ha tendido al menosprecio. Sin embargo, era todavía posible para Julian Marshall, miembro de la Biblioteca Nacional de Arte de Kensington, observar en una publicación de 1895, que, después de completar su aprendizaje, Monamy había sido "el mejor pintor embarcaciones de Inglaterra”.